# Milena Strnadová
Milena Strnadová (z domu Matějkovičová, ur. 23 maja 1961 w Uściu nad Łabą) – czeska lekkoatletka specjalizująca się w długich biegach sprinterskich oraz w biegach średniodystansowych. W czasie swojej kariery reprezentowała Czechosłowację.

## Sukcesy sportowe
- mistrzyni Czechosłowacji w biegu na 1500 metrów – 1989[1]
- halowa mistrzyni Czechosłowacji w biegu na 400 metrów – 1992[2]
- dwukrotna halowa mistrzyni Czechosłowacji w biegu na 800 metrów – 1986, 1991[2]

| Rok  | Miasto    | Zawody                    | Konkurencja                       | Wynik                    |
| ---- | --------- | ------------------------- | --------------------------------- | ------------------------ |
| 1982 | Ateny     | mistrzostwa Europy        | sztafeta 4 × 400 m                | srebrny medal            |
| 1983 | Helsinki  | mistrzostwa świata        | sztafeta 4 × 400 m bieg na 800 m  | srebrny medal 7. miejsce |
| 1984 | Göteborg  | halowe mistrzostwa Europy | bieg na 800 m                     | złoty medal              |
| 1985 | Moskwa    | puchar Europy             | sztafeta 4 × 400 m bieg na 1500 m | 3. miejsce 5. miejsce    |
| 1986 | Stuttgart | mistrzostwa Europy        | bieg na 800 m                     | 5. miejsce               |
| 1986 | Moskwa    | igrzyska Dobrej Woli      | bieg na 800 m                     | 4. miejsce               |

## Rekordy życiowe
- bieg na 400 metrów – 51,88 – Praga 23/07/1983
- bieg na 400 metrów (hala) – 52,74 – Sindelfingen 01/02/1984
- bieg na 800 metrów – 1:57,28 – Lipsk 27/07/1983
- bieg na 800 metrów (hala) – 1:59,18 – Praga 26/01/1986
- bieg na 1500 metrów – 4:07,35 – Moskwa 18/08/1985